# Listă de artiști azeri
Aceasta este o listă de artiști azeri:

## A
- Mikayil Abdullayev, pictor
- Fuad Abdurahmanov, sculptor
- Sara Ashurbeyli, pictor
- Azim Azimzade, pictor

## B
- Sattar Bahlulzade, pictor
- Semyon Bilmes, pictor

## E
- Omar Eldarov, sculptor

## G
- Jalal Garyaghdi, sculptor si pictor
- Usta Gambar Garabaghi, pictor

## H
- Ahad Hosseini, pictor
- Haydar Hatemi, pictor

## I
- Mirza Gadim Iravani, pictor

## K
- Bahruz Kangarli, pictor
- Latif Karimov, designer de covoare
- Geysar Kashiyeva, pictor
- Farhad Khalilov, pictor

## M
- Tokay Mammadov, pictor
- Shmavon Mangasarov, pictor
- Boyukagha Mirzazade, pictor
- Rustam Mustafayev, decorator deteatru

## N
- Togrul Narimanbekov, pictor
- Vidadi Narimanbekov, pictor

## R
- Maral Rahmanzade, pictor
- Alakbar Rezaguliyev, pictor
- Elbey Rzaguliyev, pictor

## S
- Tahir Salahov, pictor